# Championnat de France Top Ligue 1 de billard carambole par équipes aux jeux de série
 (juin 2017).
Si vous disposez d'ouvrages ou d'articles de référence ou si vous connaissez des sites web de qualité traitant du thème abordé ici, merci de compléter l'article en donnant les références utiles à sa vérifiabilité et en les liant à la section « Notes et références ».
Le Championnat de France Billard carambole par équipes aux jeux de série Top Ligue 1 est organisé chaque saison par la Fédération française de billard.

## Règles
Les équipes sont composées de trois joueurs plus des remplaçants. Les modes de jeux disputés sont la bande, le cadre 47/2 et le cadre 71/2. Le championnat se déroule de la façon suivante : deux poules de quatre équipes, les deux premiers de chaque poule sont qualifiés pour le Final Four (demi-finales et finale).

## Palmarès

### Année par année
| Année | Vainqueur                                 |
| ----- | ----------------------------------------- |
| 2006  | Billard Club Soissons (1)                 |
| 2007  | Académie de Billard de Maisons-Alfort (1) |
| 2008  | Billard Club Andernos (1)                 |
| 2009  | Billard Club du Canon d'Or Ronchin (1)    |
| 2010  | Billard Club Oissel (1)                   |
| 2011  | Billard Club Soissons (2)                 |
| 2012  | Billard Club Soissons (3)                 |
| 2013  | Billard Club Chartres (1)                 |
| 2014  | Billard Club Oissel (2)                   |
| 2015  | Billard Club Chartres (2)                 |
| 2016  | Billard Club Chartres (3)                 |
| 2017  | Douarnenez-Valdys (1)                     |
| 2018  | Douarnenez-Valdys (2)                     |
| 2019  | Douarnenez-Valdys (3)                     |
| 2020  | Championnat annulé (Covid19)              |
| 2021  | Championnat annulé (Covid19)              |
| 2022  | Douarnenez-Valdys (4)                     |
| 2023  | Douarnenez-Valdys (5)                     |
| 2024  | Douarnenez-Valdys (6)                     |
| 2025  | Douarnenez-Valdys (7)                     |

### Palmarès des clubs champions de France
| Rang | Clubs                                 | Titre(s) | Année(s)                                 |
| ---- | ------------------------------------- | -------- | ---------------------------------------- |
| 1    | Douarnenez-Valdys                     | 7        | 2017, 2018, 2019, 2022, 2023, 2024, 2025 |
| 2    | Billard Club Soissons                 | 3        | 2006, 2011,2012                          |
| 2    | Billard Club Chartres                 | 3        | 2013, 2015, 2016                         |
| 3    | Billard Club Oissel                   | 2        | 2010, 2014                               |
| 4    | Académie de Billard de Maisons-Alfort | 1        | 2007                                     |
| 4    | Billard Club Andernos                 | 1        | 2008                                     |
| 4    | Billard Club du Canon d'Or Ronchin    | 1        | 2009                                     |